# Tres son multitud (serie de televisión de Chile)
Tres son multitud es una serie de televisión chilena, producida por Lucky Partners y transmitida en Mega. Es una adaptación de la serie inglesa de los años 1970 Un hombre en casa, cuya versión estadounidense, Three's Company, fue emitida por Canal 11 (actual Chilevisión) en los años 1980 como Tres son multitud.
Su duración promedio era de 30 minutos y fue transmitido de lunes a viernes a las 19:00. Los guiones estuvieron a cargo del director y escritor Hernán Rodríguez Matte.

## Trama
La historia empieza cuando "Nico" García, se queda dormido en la tina del departamento de Antonia y "Kika" después de colarse en su fiesta.
Las amigas encuentran tan simpático al paracaidista que quieren vivir con él. El problema es que el administrador del edificio, el conservador Amador Melo, no acepta que un hombre viva con dos chicas. Sólo cambia de opinión ante la ocurrencia de las amigas, que aseguran que no corren peligro porque "Nico" es gay.
Don Amador se lo cree, pero desde entonces no dejará de entrometerse en sus vidas, al igual que su esposa Beatriz, los que siempre se burlan entre ellos por la nula vida sexual que tienen.

## Segunda temporada
Ésta se empezó a transmitir a partir del lunes 22 de octubre de 2007 a las 22:00  a modo de estelar donde se transmiten los dos primeros episodios de la temporada, para después volver a estar en su horario antiguo (19:15 - 19:45)
Un día comienza con "Kika" y Antonia, "chateando" con una persona, en esto llega "Nico" y ellas le cuentan que va su primo Felipe a Santiago, en eso Felipe llega y Antonia se enamora profundamente de él hasta llegar a ser "pololos" y darse besos todo el día. "Nico" interpretará escenas de celos y sentirá un amor por Antonia.
También sucede que muere un tío de Amador en la cual habrá una lectura de su testamento, pero deja toda su herencia a Beatriz; ella con ese dinero no querrá ver a Amador y ser el papel de una emprendedora u organizadora de eventos, en eso Beatriz, obtendrá lo mejor de "Nico", Antonia y "Kika" para ser un gran equipo.

## Personajes
- Nicolás "Nico" García (José Martínez): Nació en Concepción. "Nico" desea ser un chef popular y es un tipo picaflor. El único problema de su vida es que tiene que hacerse pasar por gay ya que si no lo echan del departamento donde empezó a vivir con dos chicas (Antonia y "Kika"). Es muy buen amigo de Gaspar (en verdad su primo), y a veces se pasa por el chorro con "Kika" y de vez en cuando con Antonia. Durante la segunda temporada "Nico" se ve claramente enamorado de Antonia, pero solo se da cuenta de esto cuando ella comienza a pololear con Felipe, su exitoso, apuesto y popular primo.
- Antonia Araya (Carolina Varleta): Nació en Viña del Mar. Es una chica morena y matea que es la cable a tierra de los tres amigos. De niña tiene una cadena que ama y es amable y amistosa (cuando quiere) A ella todos la tratan como una persona confiable y a ella le carga, ya que quiere ser una tipa atrevida y ruda. Ella desea ser profesora de castellano. Durante la segunda temporada Antonia comienza a pololear con Felipe, el primo de "Nico", y alguien radicalmente opuesto a su compañero de departamento.
- Cecilia "Kika" Kunstmann (Javiera Acevedo): Nació en Puerto Varas. Es una rubia ingenua, alta y sensual de ascendencia alemana que cree que la gente se muere por orden alfabético cuando lee el obituario en el diario. Todos caen en sus encantos, incluso "Nico", Gaspar y otros chicos. De vez en cuando, su picardía e ingenuidad le sirven para esquivar a los paracaidistas que la persiguen.
- Gaspar García (José Miguel Viñuela): Es el amigo (primo) ganador de "Nico". Galán, bastante desubicado y fresco, tiene una vitalidad muy graciosa pero a veces desesperante. Siempre está buscando la forma de tener algún encuentro amoroso con "Kika" o Antonia, o más bien con todo lo que tenga falda y que se mueva. De repente, Gaspar hace perder a "Nico" con sus malos consejos.
- Amador Melo (Julio Jung) : Amador es el típico esposo infiel y no le importa nada. Es el dueño del departamento donde viven "Nico", "Kika" y Antonia. A él le preocupa más su auto que a su esposa y es un hombre muy tacaño. Secretamente, él esconde de su mujer películas y revistas semi-pornografícas. Él a la homosexualidad la llama "enfermedad" y a los gays los llama "mariposones".
- Beatriz Rosas (Gloria Münchmeyer): La típica esposa presumida y mayormente amistosa. Detesta que Amador no la tome en serio y ella intenta hacer cualquier cosa para que él la tomé como una mujer de las que a él le gustan. Ella descubre que "Nico" no es gay como se pensaba, pero seguirá el juego de tal modo de mantenerlo en el edificio.
- Felipe (Gonzalo Feito): Es un primo ganador de "Nico" (igual que Gaspar), destacado por ser superior a él desde niños. Personaje nuevo que aparece en la segunda temporada, siempre realiza sucesos conflictivos para "echar la culpa" a "Nico". A partir de la segunda temporada conoce a "Kika" y a Antonia "chateando", y se enamora profundamente de Antonia y son "pololos".

## Curiosidades
- "Kika" se iba a llamar Amanda.
- Gaspar no es un personaje principal, si no uno secundario, pero sale en los spots y los afiches promocionales como si fuera uno de los protagonistas, debido a que es interpretado por el animador de televisión José Miguel Viñuela.
- El fin de semana previo al estreno de la serie y como medio para promocionarla, cada uno de los protagonistas leyó el informe del tiempo en Meganoticias.
- Javiera Acevedo realizó un cameo en la serie juvenil BKN del mismo canal, interpretando a "Kika".
- Debido al estreno de la teleserie Fortunato, entre el martes 28 de agosto y el viernes 7 de septiembre de 2007, no se transmitieron episodios de la serie.